# Bengt Halse
Bengt Gösta Halse, född 2 februari 1943 i Göteborgs Oskar Fredriks församling i Göteborgs och Bohus län, är en svensk ingenjör och företagsledare. 

## Biografi
Halse avlade civilingenjörsexamen i teknisk fysik och teknologie licentiat-examen i tillämpad termodynamik och strömningslära vid Chalmers tekniska högskola i Göteborg 1971 samt var anställd vid Stiftelsen Svensk Skeppsforskning från 1970. Åren 1974–1995 tjänstgjorde han i Ericsson, varav som chef för mikrovågskommunikationsverksamheten 1985–1988, som chef för divisionen för flyg- och rymdelektronik vid Ericsson Radar Electronics 1988–1989, som vice verkställande direktör för Ericsson Radar Electronics 1989–1991 och som chef för affärsområdet försvarssystem (sedermera affärsområdet Microwave Systems) inom Ericsson och verkställande direktör för Ericsson Radar Electronics 1991–1995. Halse var koncernchef och verkställande direktör för SAAB AB 1995–2003.
Bengt Halse invaldes 1997 som ledamot av Kungliga Ingenjörsvetenskapsakademien,  1999 som ledamot av Kungliga Krigsvetenskapsakademien och 2002 som hedersledamot av Kungliga Örlogsmannasällskapet. Han är också ledamot av The Royal Aeronautic Society. Han utsågs till teknologie hedersdoktor vid Linköpings tekniska högskola 2000 och tilldelades Gustaf Dalénmedaljen samma år.